# Golina-Kolonia
Golina-Kolonia (prononciation : [ɡɔˈlina kɔˈlɔɲa]) est un village polonais de la gmina de Golina dans le powiat de Konin de la voïvodie de Grande-Pologne dans le centre-ouest de la Pologne.
Il se situe à environ 2 kilomètres au nord-est de Golina (siège de la gmina), à 10 kilomètres à l'ouest de Konin (siège du powiat) et à 83 kilomètres à l'est de Poznań (capitale régionale).

## Histoire
De 1975 à 1998, le village faisait partie du territoire de la voïvodie de Konin.

Depuis 1999, Golina-Kolonia est situé dans la voïvodie de Grande-Pologne.